# Сериков, Сергей Александрович
Сергей Александрович Сериков (1908, город Харьков — 30 июля 1978, город Запорожье) — украинский советский деятель, автомобилестроитель, генеральный директор производственного объединения «Запорожский автомобильный завод „Коммунар“».

## Биография
Родился в семье рабочего. Трудовую деятельность начал в 1924 году учеником слесаря механической мастерской, работал размётчиком Харьковского паровозного завода.
В 1935 году окончил Харьковский инженерно-экономический институт.
- В 1935—1956 годах — мастер, старший мастер, начальник цеха, главный инженер на предприятиях тракторостроения в Харькове, Барнауле и Сталинграде, главный инженер Харьковского тракторостроительного завода.
- Член ВКП(б) с 1944 года.
- В 1956—1975 годах — главный инженер, директор Запорожского автомобильного завода «Коммунар».
- В 1975—1978 г. — генеральный директор производственного объединения «Запорожский автомобильный завод „Коммунар“» Запорожской области.

## Награды
- два ордена Ленина
- орден Октябрьской Революции
- орден Отечественной войны 1-й ст.
- орден Красной Звезды
- орден «Знак Почета»
- медали
- лауреат Сталинской премии (1952)
- лауреат Государственной премии Украинской ССР в области науки и техники (1971)